# God of War: Ascension
God of War: Ascension est un jeu vidéo d'action-aventure et hack n' slash développé par Santa Monica Studio et publié par Sony Computer Entertainment (SCE). D'abord sorti le 12 mars 2013 sur PlayStation 3 aux États-Unis, le jeu arrive en Europe le 13 mars, soit le lendemain. Septième opus de la série, il est le premier par ordre chronologique, servant de préquelle. Largement inspiré de la mythologie grecque, le récit se passe en Grèce antique avec la vengeance comme thème central. Le joueur est aux commandes de Kratos, l'ancien serviteur du dieu de la Guerre, Arès, qui a été manipulé par celui-ci afin qu'il tue accidentellement sa famille. Après cette tragédie, Kratos brise son serment avec le dieu et provoque la colère des trois Furies. Aidé d'Orkos, Kratos confronte les Furies afin de se libérer de son lien avec Arès.
Le gameplay est similaire à celui des opus précédents, se concentrant sur des combats à base de combo, grâce à l'arme principale de Kratos, les Lames du Chaos, ainsi que d'autres armes acquises au cours du jeu. Cet opus continue d'utiliser des quick time events (QTE) et inclut toujours plusieurs attaques magiques, des éléments de puzzles et de plates-formes, ainsi qu'une capacité qui booste la puissance. Le jeu inclut également un système de combat retravaillé, avec des mécaniques inédites et un contenu additionnel. Ascension est le seul opus de la série à inclure un multijoueur, uniquement disponible en ligne et qui inclut à la fois un mode compétitif et un mode coopératif. Le jeu est également le dernier de la série à être basé sur la mythologie grecque et le dernier dans lequel Kratos est incarné par Terrence C. Carson (en). Dans la version française, Kratos est pour la première fois doublé par Frédéric Souterelle, qui remplace Éric Peter présent depuis le premier opus.
God of War: Ascension a reçu des avis favorables de la critique, avec des éloges pour son gameplay fidèle à la série, bien que l'histoire ait été jugée moins convaincante que celles des opus précédents. Le multijoueur a quant à lui reçu des avis mitigés. Ascension s'est vendu moins bien que son prédécesseur, avec 3 millions d'exemplaires écoulés, et n'a reçu aucune récompense.

## Système de jeu
Le jeu reprend les bases de la série God of War : le joueur y incarne Kratos, plus jeune, dans sa première aventure. Celui-ci est équipé des Lames du Chaos. Toutefois, nouveauté dans la série, les lames seront les seules armes. Le joueur pourra alors ramasser les armes de ses ennemis et les lames se mélangeront à 4 éléments, le feu, la foudre, la glace, l'enfer. Comme dans God of War III chaque élément a ses propres combos et sa magie. Le système des plumes de phénix et des yeux de gorgones est de retour ainsi que les orbes rouges. Le jeu propose également une sélection de chapitres, nouveauté dans la série. Les développeurs ont également mis un côté plus « humain » chez Kratos : le joueur aura l'occasion à trois reprises de découvrir un père de famille et non un guerrier spartiate.
Enfin, également une nouveauté, un mode multijoueur est inclus dans lequel les joueurs incarnent un guerrier anonyme aperçu brièvement au début du mode histoire, et ont le choix entre quatre dieux à qui prêter allégeance pour obtenir diverses capacités.

## Histoire
Puni par les dieux pour avoir brisé son pacte avec Arès, qui l'a manipulé pour qu'il tue sa propre famille, Kratos est torturé par les trois Érinyes (ou Furies). Alors qu'il se libère, il va chercher le moyen d'obtenir la rédemption qu'il cherche tant : le pardon des dieux et l'oubli des souvenirs de ses massacres.
Le jeu débute à la Prison des damnés où Kratos a été torturé par les Érinyes. Alors qu'il se libère des griffes de Mégère, l'Érinye de la Jalousie et du Corps, et la tue ainsi qu'Égéon l'Hécatonchire qu'elle contrôlait, il se remémore les trois dernières semaines passées avant son emprisonnement, sa rencontre avec Orkos, fils d'Arès et d'Alecto, l'Érinye de la Colère et de l'Âme, qui lui dit que pour rompre son pacte avec l'Olympien de la Guerre et retrouver son esprit, il doit tuer les sœurs Érinyes. Durant son périple, Kratos aura l'occasion de rencontrer Aléthéia l'Oracle de Delphes, de vaincre les gardiens Castor et Pollux, puis à plusieurs reprises les trois sœurs. Une fois revenu dans le présent, Kratos élimine Alecto et Tisiphone, l'Érinye de la Vengeance et de l'Esprit. Le jeu se termine avec le Spartiate tuant Orkos sur demande de celui-ci pour rompre le lien avec Arès. L'esprit de Kratos redevient parfaitement clair et celui-ci, effondré, brûle sa maison et décide de se mettre au service des dieux allant jusqu'à devenir leur nouveau champion, dans l'espoir qu'ils pardonnent ses fautes passées.

## Doublage
- Frédéric Souterelle : Kratos
- Marie-Martine : la narratrice
- Eric Legrand : Castor, garde de l'Oracle
- Eric Aubrahn : Orkos
- Daniel Lafourcade : Le scribe de l'Hécatonchire

## Armes
Nouveauté dans l'histoire de la saga, les Lames du Chaos sont les seules armes mais elles peuvent se mélanger aux éléments du Feu d'Arès, de la Foudre de Zeus, des Âmes d'Hadès ou de la Glace de Poséidon. On retrouve également quatre types de magie correspondants à chaque élément. Kratos récupère également des artefacts comme un outil permettant de ralentir le temps, ou de créer un clone très utile pour actionner les verrous à sa place. Différentes armes peuvent être ramassées pour un temps d'utilisation limité.
Le 7 juillet 2013, un DLC permettra aux joueurs de tous les modes multijoueurs de bénéficier de 11 nouvelles armes :
- Lance de Phobos
- Lance d'Hypérion
- Lance d'Hades
- Marteau d'Atlas
- Marteau d'Héphaïstos
- Épée de Thanatos
- Lame d'Artemis
- Mjollnir
- Lame du jugement
- Épée de mercenaire
- Marteau de champion
- Épée de champion

## Accueil
- Canard PC : 7/10[2]
- Jeuxvideo.com : 13/20[3]